# Rush Hour
Rush Hour – amerykański serial telewizyjny (dramat sensacyjny, komedia)  wyprodukowany przez  Doozer i Warner Bros. Television. Serial jest adaptacja filmu Godziny szczytu z 1998 roku w reżyserii Brett Ratner. Producentami wykonawczymi są: Bill Lawrence, Blake McCormick i Steve Franks. Serial będzie emitowany od 31 marca 2016 roku przez CBS.
16 maja 2016 roku, stacja CBS ogłosiła anulowanie serialu.

## Fabuła
Serial skupia się na detektywie Lee, który został przeniesiony z Hongkongu do Los Angeles w pracy w policji. Nowym partnerem zostaje detektyw Carter, który za bardzo nie przepada za nowym partnerem.

## Obsada

### Główna
- Justin Hires jako detektyw Carter[4]
- John Foo jako detektyw Lee[5]
- Wendie Malick jako kapitan Lindsay Cole
- Aimee Garcia jako sierżant Didi Diaz[6]
- Page Kennedy jako Gerald[7]
- Jessika Van jako Kim Lee, młodsza siostra Lee[6]

## Odcinki
| Sezon | Sezon | Odcinki | Oryginalna emisja CBS | Oryginalna emisja CBS | Oryginalna emisja | Oryginalna emisja | Oryginalna emisja |
| Sezon | Sezon | Odcinki | Premiera sezonu       | Finał sezonu          | Premiera sezonu   | Finał sezonu      |                   |
| ----- | ----- | ------- | --------------------- | --------------------- | ----------------- | ----------------- | ----------------- |
|       | 1     | 13      | 31 marca 2016         | 20 sierpnia 2016      | brak danych       | brak danych       |                   |

### Sezon 1 (2016)
| #  | Tytuł                                                 | Reżyseria      | Scenariusz                             | Premiera         | Premiera |
| -- | ----------------------------------------------------- | -------------- | -------------------------------------- | ---------------- | -------- |
| 1  | Pilot                                                 | Jon Turteltaub | Bill Lawrence, Blake McCormick         | 31 marca 2016    |          |
| 2  | Two Days or the Number of Hours Within that Timeframe | Peter Weller   | Blake McCormick                        | 7 kwietnia 2016  |          |
| 3  | Captain Cole's Playlist                               | Sylvain White  | Brian Chamberlayne, Steve Franks       | 14 kwietnia 2016 |          |
| 4  | LA Real Estate Boom                                   | Jimmy Muro     | Cindy Fang                             | 21 kwietnia 2016 |          |
| 5  | Assault on Precinct 7                                 | John Putch     | Trey Callaway                          | 28 kwietnia 2016 |          |
| 6  | Welcome Back, Carter                                  | Steve Boyum    | Brittany Hilgers, Krystal Houghton-Ziv | 5 maja 2016      |          |
| 7  | Badass Cop                                            | Steve Boyum    | Steve Franks                           | 12 maja 2016     |          |
| 8  | Wind Beneath My Wingman                               | Maja Vrvilo    | Krystal Houghton Ziv                   | 19 maja 2016     |          |
| 9  | Prisoner of Love                                      | John Badham    | Trey Callaway                          | 23 lipca 2016    |          |
| 10 | Knock, Knock...House Creeping!                        | James Roday    | Carlos Jacott                          | 30 lipca 2016    |          |
| 11 | O Hostage! My Hostage!                                | Steve Boyum    | Brian Chamberlayne                     | 6 sierpnia 2016  |          |
| 12 | The Dark Night                                        | Stephen Herek  | Blake McCormick                        | 13 sierpnia 2016 |          |
| 13 | Familee Ties                                          | John Putch     | Trey Callaway, Carlos Jacott           | 20 sierpnia 2016 |          |

## Produkcja
28 stycznia 2015 roku, stacja CBS zamówiła pilotowy odcinek Rush Hour.
9 maja 2015 roku, stacja CBS oficjalnie zamówiła pierwszy sezon serialu na sezon telewizyjny 2015/2016, którego premiera przewidziana jest na  midseason. Pierwszy sezon liczył 13 odcinków.